# 음력 7월 13일
음력 7월 13일은 음력 7월의 13번째 날이다.

## 사건
- 1991년 -
  - 대한민국과 알바니아가 수교하다.
  - 대한민국, 태풍 글래디스가 상륙하다.
- 1999년 - 신구범 축협 회장이 농협과의 통합에 반발해 국회에서 할복자살을 시도했다.

## 문화
- 1992년 - 대한민국 최초의 인공위성 `우리별 1호', 남아메리카 프랑스령 기아나서 발사 성공.

## 탄생
- 1985년 - 대한민국의 기상 캐스터 장주희.
- 1991년 - 대한민국의 배우 조보아.
- 1992년 -
  - 대한민국의 가수 정아로.
  - 대한민국의 트로트 가수 곽지은.
  - 대한민국의 야구 선수 강경학.
- 1995년 - 대한민국의 가수, 배우 황민현.

## 사망
- 2009년 - 대한민국의 배우 장진영.
- 2014년 - 대한민국의 가수 박성신.

## 같이 보기
- 음력 360일: 1월 2월 3월 4월 5월 6월 7월 8월 9월 10월 11월 12월
- 전날:7월 12일 다음날:7월 14일 - 전달:6월 13일 다음달:8월 13일
- 양력:7월 13일
- 음력, 윤달